# Fear Factory
Fear Factory is een Amerikaanse industrial-metalband, opgericht in 1989 in Los Angeles door Raymond Herrera en toenmalig Brujeria gitarist Dino Cazares. Later kwamen zanger Burton C. Bell en bassist Christian Olde Wolbers erbij.

## Geschiedenis
In 2002 ging de band uit elkaar, om later weer bij elkaar te komen zonder gitarist Dino Cazares. Zijn plaats werd ingenomen door voormalig bassist Christian Olde Wolbers. Strapping Young Lad bassist Byron Stroud nam de plaats van Christian Olde Wolbers in.
Gitarist Dino Cazares werkte op dat moment met de band Asesino. Verder maakt Dino deel uit van de band Divine Heresy, welke inmiddels een cd hebben uitgebracht: Bleed The Fifth.
In april 2009 kwam Fear Factory met een nieuw album, Mechanize, waarop alweer met een nieuwe bezetting gewerkt werd. Gitarist Cazares kwam terug bij de band, en Strapping Young Lad-drummer Gene Hoglan verving Herrera.
Op 1 mei 2015 werd aangekondigd dat voormalig Static-X- en Soulfly- bassist Tony Campos zich bij de band voegde.
In september 2020 kondigde Burton C. Bell aan dat hij zou stoppen met Fear Factory.
Op 21 februari 2023 maakte de band bekend dat de Italiaanse zanger Milo Silvestro, na auditie te hebben gedaan bij meer dan 300 mensen, hun nieuwe zanger is. Tijdens de annulering van de eerste datum van de Noord-Amerikaanse tournee van  2023 werd op een Instagram-verhaal onthuld dat Pete Webber van Havok zou aansluiten als drummer voor de band.

## Bandleden

### Huidige bezetting
- Dino Cazares – guitars, backing vocals (1989–2002, 2009–present)
- Tony Campos – bass, backing vocals (2015–present)
- Milo Silvestro – lead vocals (2023–present)
- Peter Webber – drums (2023–present)

### Voormalige bandleden
- Burton C. Bell – lead vocals (1989–2002, 2003–2006, 2009–2020); keyboards (1995)
- Raymond Herrera – drums (1989–2002, 2003–2006)
- David Gibney – bass (1989–1991)
- Andy Romero – bass (1991–1992)
- Andrew Shives – bass (1992–1994)
- Christian Olde Wolbers – bass (1994–2002); guitars (2003–2006); backing vocals (1994–2006)
- Byron Stroud – bass (2003–2006, 2009–2012)
- Gene Hoglan – drums (2009–2012)
- Matt DeVries – bass, backing vocals (2012–2015)
- Mike Heller – drums (2012–2023)

## Discografie

### Albums
| Album met eventuele hitnotering(en) in de Nederlandse Album Top 100 | Datum van verschijnen | Datum van binnenkomst | Hoogste positie | Aantal weken | Opmerkingen |
| ------------------------------------------------------------------- | --------------------- | --------------------- | --------------- | ------------ | ----------- |
| Soul of a new machine                                               | 1992                  | -                     |                 |              |             |
| Fear is the mindkiller                                              | 1993                  | -                     |                 |              | ep          |
| Demanufacture                                                       | 1995                  | 15-07-1995            | 57              | 10           |             |
| Remanufacture                                                       | 1997                  | -                     |                 |              |             |
| Obsolete                                                            | 1998                  | 08-08-1998            | 33              | 8            |             |
| Digimortal                                                          | 2001                  | 05-05-2001            | 60              | 3            |             |
| Concrete                                                            | 2002                  | -                     |                 |              |             |
| Archetype                                                           | 2004                  | 01-05-2004            | 52              | 3            |             |
| Transgression                                                       | 2005                  | 27-08-2005            | 54              | 2            |             |
| Mechanize                                                           | 05-02-2010            | 13-02-2010            | 87              | 1            |             |
| The Industrialist                                                   | 05-06-2012            | -                     |                 |              |             |
| Genexus                                                             | 07-08-2015            | -                     |                 |              |             |
| Aggression Continuum                                                | 18-06-2021            | -                     |                 |              |             |

| Album met hitnotering(en) in de Vlaamse Ultratop 200 albums | Datum van verschijnen | Datum van binnenkomst | Hoogste positie | Aantal weken | Opmerkingen |
| ----------------------------------------------------------- | --------------------- | --------------------- | --------------- | ------------ | ----------- |
| Remanufacture                                               | 1997                  | 31-05-1997            | 15              | 5            |             |
| Digimortal                                                  | 2001                  | 05-05-2001            | 45              | 2            |             |
| Archetype                                                   | 2004                  | 01-05-2004            | 50              | 4            |             |
| Transgression                                               | 2005                  | 03-09-2005            | 74              | 3            |             |

## Trivia
- Het nummer "Bite The Hand That Bleeds" wordt gebruikt in de aftiteling van de populaire horrorfilm Saw.
- Het nummer "Zero Signal" van de cd Demanufacture werd gebruikt als instrumentale titelsong voor het toen zeer omstreden computerspel Carmageddon en tevens in de vechtscène tussen Scorpion en Johnny Cage in de film Mortal Kombat.
- De nummers "Demanufacture" en "Body Hammer" zijn ook als instrumentaal in het spel Carmageddon gebruikt.